# Dave Cockrum
Dave Cockrum   (Pendleton, 12 de novembre de 1943 - Belton, 26 de novembre de 2006) fou un dibuixant de còmic superheroic estatunidenc, destacat pel seu treball amb el guionista Chris Claremont en dues etapes a Uncanny X-Men per Marvel Comics, a partir de la renovació del grup en el número 1 de Giant-size X-Men (1975) escrit i editat per Len Wein.
Fill d'un coronel de les Forces Aèries dels Estats Units d'Amèrica, el jove Dave fou lector de còmics durant la infància i començà a estudiar belles arts en la Southern Illinois University Carbondale, però s'enllistà en la Marina dels Estats Units d'Amèrica abans de graduar-se: enviat a Guam, Cockrum pintava emblemes en les cabines dels avions i creava personatges de còmic com el dimoni Nightcrawler, al qual reutilitzaria més avant en els renovats X-Men; en ser rellevat, es mudà a Nova York.
Va aconseguir treball en Warren Publishing en Nova York, on va adquirir gran experiència. Comença a treballar com a tintador per a Murphy Anderson en DC Comics, el qual actualitzà els superherois de la casa durant l'edat de plata dels còmics.
Un any després va aconseguir el seu primer gran treball, la sèrie de la Legion of Super-Heroes. Van aparèixer irregularment com secundaris a la sèrie de Superboy quan ho va aconseguir. Quan va deixar la sèrie al cap d'un any i mig, la Legion havia pres el còmic i Superboy era un simple secundari al comic.
Després de la Legió va anar a Marvel i va fer treballs diversos, incloent el llapis de dos Giant-Size Avengers i l'entintat de sis números de la sèrie regular The Avengers. Llavors va arribar l'oportunitat d'ajudar a reviure als X-Men, que abandona després de dues etapes. Crea el seu propi grup, "The Futurians". Va fer una novel·la gràfica de Futurians per a Marvel i després va fer diverses edicions per a un editor independent, Lodestone. Quan Lodestone va plegar, va obtenir diversos treballs per un bon nombre de companyies, incloent altra vegada D.C., Valiant, Defiant i Broadway. Finalment dedica tres o quatre anys un llibre titular "Soulsearchers and Company" per Claypool Comics.
Malgrat haver cocreat amb Wein X-Men emblemàtics com Colossus o Storm, presentat el seu propi personatge, Nightcrawler, i cocreat amb Claremont a Mystique Cockrum no rebé cap royalty per l'ús dels personatges a la pel·lícula X-Men i les seves seqüeles, encara que plorà quan els va veure en la pantalla de cinema; el 2004 es mudà a Carolina del Sud per a curar-se d'una pneumònia, i morí dos anys després per complicacions de la diabetis que patia: la seua vídua anuncià que havia mort vestit amb un pijama de Superman, tapat amb la seua manta de Batman, i que seria incinerat amb una camiseta de Green Lantern.